# Pseudoleskea pallida
Pseudoleskea pallida là một loài Rêu trong họ Leskeaceae. Loài này được Best mô tả khoa học đầu tiên năm 1900.